# Бреус, Алексей Алексеевич
Алексей Алексеевич Бреус (родился 17 апреля 1959 года) — украинский художник и журналист, в прошлом инженер на 4-м блоке Чернобыльской АЭС и один из ликвидаторов последствий аварии на Чернобыльской АЭС.

## Биография
Окончил в 1974 году школу искусств, а в 1982 году — МГТУ имени Н. Э. Баумана (специальность 311 «Ядерные энергетические установки», кафедра академика Н. А. Доллежаля). С июня 1982 года работал на Чернобыльской АЭС, занимал должность старшего инженера управления блоком № 4. 26 апреля он работал в контрольном зале 4-го блока и был последним, кто нажимал кнопку на пульте управления 4-м блоком (спустя 15 часов после аварии).
Утром 26 апреля Бреус отправился на работу, не зная о случившемся ночью. Увидел разрушенный взрывом 4-й блок АЭС из автобуса при подъезде к нему . Как член утренней смены участвовал в устранении последствий взрыва на ЧАЭС, а именно занимался, в основном, подачей воды в реактор. Кроме того, принимал участие в выяснении состояния оборудования, систем, собственно реактора, помещений блока, анализе и оценке ситуации, участвовал в переводе оборудования в безопасное состояние. В тушении огня и поиске пострадавших задействован не был - этим работники Чернобыльской АЭС занимались в основном ночью, т.е. до прихода А. Бреуса на блок. 
За смену 26 апреля 1986 года получил дозу облучения 120 бэр (1,2 Зиверта), что более, чем в 20 раз превышает годовую дозу, разрешённую нормами радиационной безопасности для работников атомных станций (смертельная доза обучения составляет 600 бэр). Находясь внутри разрушенного блока, отмечал неуместное ощущение приподнятости, "заряженности" (радиационная эйфория), которое сменилось тошнотой - признак большого облучения. После смены увидел крепкий тёмный загар по всему телу, радиационное загрязнение на ладони и бедре не удалось отмыть, позже на лице проявился радиационный ожог.
27 и 28 апреля работал на пульте управления остановленного третьего блока, выполнял расхолаживание реактора. Ночью 29 апреля с другими операторами ЧАЭС эвакуирован в пионерлагерь «Сказочный» возле села Иловница Чернобыльского района. Позже возвращался в Припять, чтобы забрать личные вещи. В течение некоторого периода после аварии, которые требования для обустройства после эвакуации, обследований и лечения, числился старшим инженером управления блоком без получения зарплаты. Награждён медалью «За трудовую доблесть» и Знаком отличия тогдашнего комсомола (ЦК ВЛКСМ) "за смелые и решительные действия в крайне сложной радиационной обстановке". В связи с сильным облучением (120 бэр) врачи запретили ему дальнейшую работу в сфере атомной энергетики.
В 1990 году окончил факультет прессы Киевского государственного университета имени Тараса Шевченко. Работал некоторое время в газетах, до 2015 года был журналистом информационного агентства УНИАН. В журналисткой работе Чернобыль оставался для него главной темой.
После катастрофы Бреус занялся живописью, войдя в социально-экологическую группу независимых художников «Стронций-90», которым не безразличны проблемы Чернобыля и экологии. Художники группы пытаются привлечь внимание властей и общественности к проблемам ядерной безопасности и последствиям радиационных аварий и катастроф. Как художник является одним из лидеров тральфреалистического течения в искусстве, зародившегося в 1980-е годы в украинском андерграунде. Ведущие работы — "Крушение чернобыльского "Титаника" (находится в фондах Национального музея "Чернобыль" в Киеве), цикл из четырёх картин «Евангелие от Чернобыля» (работы пропали; скорее всего, были уничтожены) .
В настоящее время проживает в Киеве.  
Как ликвидатор и очевидец, периодически участвует в туристических поездках в Чернобыль. Всего Чернобыльскую зону посещал около ста раз, в основном, в качестве журналиста, художника, участника туров или медийных проектов.
В 2021 году награждён орденом «За заслуги» III степени.